# 兴安圆柏
兴安圆柏（学名：Sabina davurica）为柏科圆柏属下的一个种。

## 扩展阅读
- 維基物種上的相關：兴安圆柏